# Discographie de Salvatore Adamo
Cet article présente la discographie de Salvatore Adamo.
Le chanteur italo-belge connaît son premier succès en 1963, avec le titre Sans toi ma mie qui se classe n°1 en Belgique. Quelques mois plus tard, grâce aux chansonsTombe la neige et Vous permettez, Monsieur ?, il se fait connaître dans plusieurs pays européens et enchaîne les succès durant les années 1960, parmi lesquels Les Filles du bord de mer, La Nuit, Mes mains sur tes hanches, J'aime, Une mèche de cheveux, Ton nom, Inch'Allah, Une larme aux nuages ou encore Petit bonheur.
Plusieurs chiffres apparaissent dans les médias au sujet de ses ventes de disques,,.

En France, pays où il a classé 19 chansons dans le Top 10 (dont sept à la première place), ses ventes totales sont estimées à près de 12 millions d'exemplaires. Il a également atteint la première place des hit-parades en Belgique, aux Pays-Bas, en Italie, en Espagne et en Argentine.

## Albums

### Albums studio

#### Albums studio en français
- 1962 : Si j'osais
- 1963 : Chansons non commerciales
- 1964 : Tombe la neige
- 1965 : Volume 2
- 1968 : J'ai tant de rêves dans mes bagages
- 1969 : Petit bonheur
- 1971 : Chansons de mes seize ans
- 1972 : Quand tu reviendras'
- 1973 : À ceux qui rêvent encore...
- 1975 : Jusqu'à l'amour
- 1976 : Voyage jusqu'à toi
- 1977 : Et on chantait
- 1978 : Les chansons d'où je viens
- 1980 : Pauvre liberté
- 1982 : Puzzle
- 1986 : Autre chose
- 1987 : Avec des "si"
- 1989 : Sur la route des étoiles
- 1992 : Rêveur de fond
- 1995 : La vie comme elle passe
- 1998 : Regards
- 2001 : Par les temps qui courent
- 2003 : Zanzibar
- 2007 : La part de l'ange
- 2008 : Le Bal des gens bien
- 2010 : De toi à moi
- 2012 : La grande roue
- 2014 : Adamo chante Bécaud
- 2016 : L'amour n'a jamais tort
- 2018 : Si vous saviez...
- 2023 : In French, please !
- 2025 : Des nèfles et des groseilles

| Année | Album                               | Classements | Classements | Classements | Classements | Classements | Classements | Classements | Classements | Classements | Classements | Classements | Classements | Classements | Classements | Classements | Classements | Certifications      |
| Année | Album                               | ÉU          | CAN         | RU          | IRL         | FRA         | BE/W        | BE/F        | SUI         | ITA         | ESP         | PB          | ALL         | AUT         | SUE         | FIN         | AUS         | Certifications      |
| ----- | ----------------------------------- | ----------- | ----------- | ----------- | ----------- | ----------- | ----------- | ----------- | ----------- | ----------- | ----------- | ----------- | ----------- | ----------- | ----------- | ----------- | ----------- | ------------------- |
| 1963  | Chansons non commerciales           | -           | -           | -           |             |             |             |             |             |             |             |             | 12          |             |             | -           |             |                     |
| 1964  | Tombe la neige                      | -           | -           | -           |             |             |             |             |             |             |             |             | 49          |             |             | -           |             |                     |
| 1968  | J'ai tant de rêves dans mes bagages | -           | -           | -           |             |             |             |             |             |             |             |             | 28          |             |             | -           |             |                     |
| 1998  | Regards                             | -           | -           | -           | -           | -           | 32          | 40          | -           | -           | -           | -           | -           | -           | -           | -           | -           | : Or                |
| 2001  | Par les temps qui courent           | -           | -           | -           | -           | 110         | 37          | -           | -           | -           | -           | -           | -           | -           | -           | -           | -           |                     |
| 2003  | Zanzibar                            | -           | -           | -           | -           | 37          | 6           | -           | -           | -           | -           | -           | -           | -           | -           | -           | -           |                     |
| 2007  | La part de l'ange                   | -           | -           | -           | -           | 37          | 3           | 70          | -           | -           | -           | -           | -           | -           | -           | -           | -           | : Or                |
| 2008  | Le Bal des gens bien                | -           | -           | -           | -           | 10          | 3           | 60          | -           | -           | -           | -           | -           | -           | -           | -           | -           | : Platine : Platine |
| 2010  | De toi à moi                        | -           | -           | -           | -           | 37          | 10          | -           | -           | -           | -           | -           | -           | -           | -           | -           | -           | : Or                |
| 2012  | La grande roue                      | -           | -           | -           | -           | 62          | 27          | 47          | -           | -           | -           | -           | -           | -           | -           | -           | -           |                     |
| 2014  | Adamo chante Bécaud                 | -           | -           | -           | -           | 47          | 7           | 81          | -           | -           | -           | -           | -           | -           | -           | -           | -           |                     |
| 2016  | L'amour n'a jamais tort             | -           | -           | -           | -           | 40          | 9           | 23          | -           | -           | -           | -           | -           | -           | -           | -           | -           |                     |
| 2018  | Si vous saviez...                   | -           | -           | -           | -           | 50          | 2           | 16          | -           | -           | -           | -           | -           | -           | -           | -           | -           |                     |
| 2023  | In French, please !                 | -           | -           | -           | -           | 34          | 3           | 57          | 74          | -           | -           | -           | -           | -           | -           | -           | -           |                     |
| 2025  | Des nèfles et des groseilles        |             |             |             |             |             |             |             |             |             |             |             |             |             |             |             |             |                     |

Ne sont présentés ci-dessus que les albums ayant été classés ou ayant reçu un disque de certification.
Les cases grisées signifient que les classements ne sont pas disponibles.

#### Albums studio en italien
- 1966 : Adamo
- 1967 : Adamo
- 1972 : ...E cogliere l'attimo fuggente
- 1982 : Felicità, dove sei...
- 1993 : Canta l'Italia

#### Albums studio en espagnol
- 1966 : Canta en español
- 1968 : Canta en español (2)
- 1968 : Canta en español (3)
- 1971 : Amor vuelve a mi
- 1987 : Buscador de oro

#### Albums studio en allemand
- 1969 : Singt Deutsch
- 1970 : Singt Deutsch, folge 2
- 1972 : Kieselsteine
- 1973 : Mein zug voll bunter träume
- 1974 : Seiltanz - Kieselsteine 2
- 1976 : So bin ich
- 1977 : Hinter Den Herzen (Kieselsteine 3)
- 1978 : Der olle hansen und seine stimmungen
- 1980 : ...Und dann ein lied
- 1981 : Die liebe kann ein anfang sein
- 1986 : Verborgenes gold
- 1988 : Wenn worte fehlen
- 1994 : So naiv

| Année | Album                     | Classements | Classements | Classements | Classements | Classements | Classements | Classements | Classements | Classements | Classements | Classements | Classements | Classements | Classements | Classements | Classements | Certifications |
| Année | Album                     | ÉU          | CAN         | RU          | IRL         | FRA         | BE/W        | BE/F        | SUI         | ITA         | ESP         | PB          | ALL         | AUT         | SUE         | FIN         | AUS         | Certifications |
| ----- | ------------------------- | ----------- | ----------- | ----------- | ----------- | ----------- | ----------- | ----------- | ----------- | ----------- | ----------- | ----------- | ----------- | ----------- | ----------- | ----------- | ----------- | -------------- |
| 1969  | Singt Deutsch             | -           | -           | -           |             |             |             |             |             |             |             |             | 34          |             |             | -           |             |                |
| 1970  | Singt Deutsch, folge 2    | -           | -           | -           |             |             |             |             |             |             |             |             | 29          |             |             | -           |             |                |
| 1972  | Kieselsteine              | -           | -           | -           |             |             |             |             |             | -           | -           | -           | 32          |             |             | -           | -           |                |
| 1974  | Seiltanz - Kieselsteine 2 | -           | -           | -           |             |             |             |             |             | -           | -           | -           | 33          | -           |             | -           | -           |                |
| 1976  | So bin ich                | -           | -           | -           |             |             |             |             |             | -           | -           | -           | 39          | -           | -           | -           | -           |                |

Ne sont présentés ci-dessus que les albums ayant été classés ou ayant reçu un disque de certification.
Les cases grisées signifient que les classements ne sont pas disponibles.

### Albums Live
- 1965 : A l'Olympia
- 1967 : Olympia 67
- 1968 : À la Place des Arts[26]
- 1969 : Olympia 69
- 1970 : In Japan
- 1970 : In Deutschland
- 1971 : Olympia 71
- 1973 : Live in Japan 72
- 1974 : Live in Japan 74
- 1977 : Olympia 77
- 1981 : Live - Théâtre aux Champs-Élysées
- 1994 : C'est ma vie
- 2002 : Symphonic'
- 2004 : Un soir au Zanzibar

| Année | Album               | Classements | Classements | Classements | Classements | Classements | Classements | Classements | Classements | Classements | Classements | Classements | Classements | Classements | Classements | Classements | Classements | Certifications |
| Année | Album               | ÉU          | CAN         | RU          | IRL         | FRA         | BE/W        | BE/F        | SUI         | ITA         | ESP         | PB          | ALL         | AUT         | SUE         | FIN         | AUS         | Certifications |
| ----- | ------------------- | ----------- | ----------- | ----------- | ----------- | ----------- | ----------- | ----------- | ----------- | ----------- | ----------- | ----------- | ----------- | ----------- | ----------- | ----------- | ----------- | -------------- |
| 1967  | Olympia 67          | -           | -           | -           |             |             |             |             |             |             |             |             | 22          |             |             | -           |             |                |
| 1969  | Olympia 69          | -           | -           | -           |             |             |             |             |             |             |             | -           | 36          |             |             | -           |             |                |
| 2004  | Un soir au Zanzibar | -           | -           | -           | -           | 133         | 82          | -           | -           | -           | -           | -           | -           | -           | -           | -           | -           |                |

Ne sont présentés ci-dessus que les albums ayant été classés ou ayant reçu un disque de certification.
Les cases grisées signifient que les classements ne sont pas disponibles.

### Compilations
| Année | Album                                 | Classements | Classements | Classements | Classements | Classements | Classements | Classements | Classements | Classements | Classements | Classements | Classements | Classements | Classements | Classements | Classements | Certifications |
| Année | Album                                 | ÉU          | CAN         | RU          | IRL         | FRA         | BE/W        | BE/F        | SUI         | ITA         | ESP         | PB          | ALL         | AUT         | SUE         | FIN         | AUS         | Certifications |
| ----- | ------------------------------------- | ----------- | ----------- | ----------- | ----------- | ----------- | ----------- | ----------- | ----------- | ----------- | ----------- | ----------- | ----------- | ----------- | ----------- | ----------- | ----------- | -------------- |
| 1966  | International                         | -           | -           | -           |             |             |             |             |             |             |             |             | 18          |             |             | -           |             |                |
| 1969  | Tour d'Adamo                          | -           | -           | -           |             |             |             |             |             |             |             | -           | 22          |             |             | -           |             |                |
| 1978  | Adamo chante ses plus grands succès   | -           | -           | -           |             |             |             |             |             | -           | -           | -           | -           | -           | -           | -           | -           | : Or           |
| 1989  | Les plus grands succès                | -           | -           | -           | -           | -           |             |             | -           | -           | -           | -           | -           | -           | -           | -           | -           | : Or           |
| 1991  | 24 grandes éxitos en castellano       | -           | -           | -           | -           | -           |             |             | -           | -           | -           | -           | -           | -           | -           | -           | -           | : Platine      |
| 1992  | 30 ans - Ses 20 plus grandes chansons | -           | -           | -           | -           | 15          |             |             | -           | -           | -           | -           | -           | -           | -           | -           | -           | : 2x Or        |
| 1995  | En español                            | -           | -           | -           | -           | -           | -           | -           | -           | -           | -           | -           | -           | -           | -           | -           | -           | : Or           |
| 1995  | C'est ma vie ! Ses plus grands succès | -           | -           | -           | -           | -           | 49          | -           | -           | -           | -           | -           | -           | -           | -           | -           | -           |                |
| 1997  | D'amour - Ses plus grands succès      | -           | -           | -           | -           | -           | 11          | -           | -           | -           | -           | -           | -           | -           | -           | -           | -           | : Or           |
| 2003  | Het beste van                         | -           | -           | -           | -           | -           | -           | -           | -           | -           | -           | 78          | -           | -           | -           | -           | -           |                |
| 2003  | C'est ma vie ! Les plus grands succès | -           | -           | -           | -           | -           | 25          | 15          | -           | -           | -           | -           | -           | -           | -           | -           | -           |                |
| 2005  | Platinum collection                   | -           | -           | -           | -           | 33          | -           | -           | -           | -           | -           | -           | -           | -           | -           | -           | -           |                |
| 2012  | Best of                               | -           | -           | -           | -           | -           | 137         | 190         | -           | -           | -           | -           | -           | -           | -           | -           | -           |                |
| 2013  | Vous permettez, Monsieur ?            | -           | -           | -           | -           | -           | 64          | -           | -           | -           | -           | -           | -           | -           | -           | -           | -           |                |
| 2019  | 1962-1975                             | -           | -           | -           | -           | -           | 67          | -           | -           | -           | -           | -           | -           | -           | -           | -           | -           |                |
| 2023  | C'est ma vie                          | -           | -           | -           | -           | 175         | 44          | -           | -           | -           | -           | -           | -           | -           | -           | -           | -           |                |

Ne sont présentés ci-dessus que les albums ayant été classés ou ayant reçu un disque de certification.
Les cases grisées signifient que les classements ne sont pas disponibles.

 Les cases vertes signifient qu'il s'agit du Top Compilations et non du Top Albums.

## Singles

### Classements
Ne sont présentés ici que les singles ayant été classés.

#### Années 1960
| Année | Single                                                   | Classements | Classements | Classements | Classements | Classements | Classements | Classements | Classements | Classements | Classements | Classements | Classements | Classements | Classements | Classements | Classements | Ventes          |
| Année | Single                                                   | ÉU          | CAN         | RU          | IR          | FRA         | BE/W        | BE/F        | SUI         | ITA         | ESP         | PB          | ALL         | AUT         | SUE         | ARG         | JAP         | Ventes          |
| ----- | -------------------------------------------------------- | ----------- | ----------- | ----------- | ----------- | ----------- | ----------- | ----------- | ----------- | ----------- | ----------- | ----------- | ----------- | ----------- | ----------- | ----------- | ----------- | --------------- |
| 1963  | Sans toi ma mie                                          | -           | -           | -           | -           | -           | 1           | 1           | -           | -           | -           | -           | -           | -           | -           | -           | 10          |                 |
| 1963  | Amour perdu                                              | -           | -           | -           | -           | -           | 3           | 10          | -           | -           | -           | 5           | -           | -           | -           | -           | -           |                 |
| 1963  | N'est-ce pas merveilleux                                 | -           | -           | -           | -           | -           | 1           | 1           | -           | -           | -           | -           | -           | -           | -           | -           | -           |                 |
| 1963  | Tombe la neige                                           | -           | -           | -           | -           | 8           | 1           | 2           | -           | -           | -           | -           | -           | -           | -           | -           | 3           | 200 000 475 000 |
| 1963  | Vous permettez, Monsieur ?                               | -           | -           | -           | -           | 1           | 1           | 1           | 13          | -           | -           | 1           | 34          | -           | -           | -           | -           | 600 000         |
| 1964  | Quand les roses                                          | -           | -           | -           | -           | 13          | 1           | 1           | -           | -           | -           | 2           | -           | -           | -           | -           | -           | 100 000         |
| 1964  | Si jamais                                                | -           | -           | -           | -           | -           | 4           | 2           | -           | -           | -           | -           | -           | -           | -           | -           | -           |                 |
| 1964  | Ma tête                                                  | -           | -           | -           | -           | -           | 15          | -           | -           | -           | -           | -           | -           | -           | -           | -           | -           |                 |
| 1964  | Les filles du bord de mer                                | -           | -           | -           | -           | 3           | 1           | 7           | -           | -           | -           | 5           | -           | -           | -           | -           | -           | 300 000         |
| 1964  | Dolce Paola                                              | -           | -           | -           | -           | -           | 1           | 1           | -           | -           | -           | 5           | -           | -           | -           | -           | -           |                 |
| 1965  | La Nuit                                                  | -           | -           | -           | -           | 1           | 1           | 3           | 15          | 3           | -           | -           | -           | -           | -           | -           | -           | 400 000         |
| 1965  | Elle...                                                  | -           | -           | -           | -           | -           | 6           | 5           | -           | 1           | -           | -           | -           | -           | -           | -           | -           |                 |
| 1965  | Non mi tenere il broncio                                 | -           | -           | -           | -           | -           | -           | -           | -           | 6           | -           | -           | -           | -           | -           | -           | -           |                 |
| 1965  | Mes mains sur tes hanches                                | -           | -           | -           | -           | 1           | 1           | 2           | -           | -           | 13          | -           | -           | -           | -           | 8           | -           | 600 000         |
| 1965  | En blue jeans et blousons de cuir                        | -           | -           | -           | -           | -           | -           | -           | -           | -           | -           | -           | -           | -           | -           | -           | 21          |                 |
| 1965  | Viens ma brune                                           | -           | -           | -           | -           | -           | 9           | 11          | -           | -           | -           | -           | -           | -           | -           | -           | -           |                 |
| 1965  | J'aime Comme toujours                                    | -           | -           | -           | -           | 5           | 2           | 4           | -           | 2           | -           | 20          | -           | -           | -           | -           | -           | 300 000         |
| 1965  | J'aime Comme toujours                                    | -           | -           | -           | -           | 5           | 4           | 15          | -           | -           | -           | -           | -           | -           | -           | -           | -           | 300 000         |
| 1966  | Une mèche de cheveux                                     | -           | -           | -           | -           | 2           | 1           | 4           | 6           | -           | -           | -           | -           | -           | -           | 8           | -           | 300 000         |
| 1966  | Ton nom                                                  | -           | -           | -           | -           | 1           | 4           | 7           | -           | 4           | 8           | -           | -           | -           | -           | -           | -           | 300 000         |
| 1966  | Elle était belle pourtant                                | -           | -           | -           | -           | -           | 14          | -           | -           | -           | -           | -           | -           | -           | -           | -           | -           |                 |
| 1966  | En bandoulière                                           | -           | -           | -           | -           | 1           | 2           | -           | -           | -           | 5           | -           | -           | -           | -           | -           | -           | 150 000         |
| 1967  | Inch'Allah                                               | -           | -           | -           | -           | 1           | 1           | 4           | -           | 10          | 1           | -           | 18          | 11          | -           | -           | -           | 300 000         |
| 1967  | Notre roman Ensemble                                     | -           | -           | -           | -           | 4           | 2           | 14          | -           | -           | 4           | -           | -           | -           | -           | -           | -           | 150 000         |
| 1967  | Notre roman Ensemble                                     | -           | -           | -           | -           | 4           | 2           | -           | -           | 5           | -           | -           | -           | -           | -           | -           | -           | 150 000         |
| 1967  | Une larme aux nuages Le néon                             | -           | -           | -           | -           | 1           | 2           | 4           | 10          | 3           | 6           | -           | 2           | 2           | -           | -           | -           | 250 000         |
| 1967  | Une larme aux nuages Le néon                             | -           | -           | -           | -           | 1           | 2           | -           | -           | -           | 6           | -           | 25          | -           | -           | -           | -           | 250 000         |
| 1967  | J'ai tant de rêves dans mes bagages L'amour te ressemble | -           | -           | -           | -           | 2           | 5           | 19          | -           | -           | 19          | -           | -           | -           | -           | -           | -           | 150 000         |
| 1967  | J'ai tant de rêves dans mes bagages L'amour te ressemble | -           | -           | -           | -           | 2           | 5           | -           | -           | -           | -           | -           | 14          | -           | -           | -           | -           | 150 000         |
| 1968  | Le ruisseau de mon enfance                               | -           | -           | -           | -           | 3           | 5           | -           | -           | -           | -           | -           | -           | -           | -           | -           | -           | 100 000         |
| 1968  | F comme femme Et sur la mer                              | -           | -           | -           | -           | 6           | 6           | -           | -           | -           | 19          | -           | -           | -           | -           | -           | -           | 200 000         |
| 1968  | F comme femme Et sur la mer                              | -           | -           | -           | -           | 6           | 6           | -           | -           | 11          | -           | -           | -           | -           | -           | -           | -           | 200 000         |
| 1968  | Pauvre Verlaine                                          | -           | -           | -           | -           | 4           | 13          | -           | -           | -           | -           | -           | -           | -           | -           | -           | -           | 150 000         |
| 1969  | Les gratte-ciel                                          | -           | -           | -           | -           | 16          | 19          | -           | -           | -           | -           | -           | -           | -           | -           | -           | -           | 50 000          |
| 1969  | A demain sur la Lune                                     | -           | -           | -           | -           | 11          | 13          | -           | -           | -           | -           | -           | 49          | -           | -           | -           | -           | 100 000         |
| 1969  | Si le ciel est amoureux de toi                           | -           | -           | -           | -           | -           | 18          | -           | -           | -           | -           | -           | -           | -           | -           | -           | -           | 50 000          |
| 1969  | Petit bonheur                                            | -           | -           | -           | -           | 4           | 3           | -           | 9           | -           | -           | -           | 6           | 1           | -           | -           | -           | 200 000         |

#### Années 1970
| Année | Single                                  | Classements | Classements | Classements | Classements | Classements | Classements | Classements | Classements | Classements | Classements | Classements | Classements | Classements | Classements | Classements | Classements | Ventes  |
| Année | Single                                  | ÉU          | CAN         | RU          | IR          | FRA         | BE/W        | BE/F        | SUI         | ITA         | ESP         | PB          | ALL         | AUT         | SUE         | ARG         | JAP         | Ventes  |
| ----- | --------------------------------------- | ----------- | ----------- | ----------- | ----------- | ----------- | ----------- | ----------- | ----------- | ----------- | ----------- | ----------- | ----------- | ----------- | ----------- | ----------- | ----------- | ------- |
| 1970  | Et après                                | -           | -           | -           | -           | -           | 19          | -           | -           | -           | -           | -           | -           | -           | -           | -           | -           |         |
| 1970  | Les belles dames                        | -           | -           | -           | -           | 18          | 18          | -           | -           | -           | -           | -           | -           | -           | -           | -           | -           | 75 000  |
| 1970  | Va mon bateau                           | -           | -           | -           | -           | -           | 35          | -           | -           | -           | -           | -           | 11          | 19          | -           | -           | -           | 60 000  |
| 1970  | Sois heureuse Rose                      | -           | -           | -           | -           | 9           | 13          | -           | -           | -           | -           | -           | 29          | -           | -           | -           | -           | 100 000 |
| 1971  | Et t'oublier                            | -           | -           | -           | -           | 20          | 26          | -           | -           | -           | -           | -           | -           | -           | -           | -           | -           | 60 000  |
| 1971  | Caresse                                 | -           | -           | -           | -           | -           | 45          | -           | -           | -           | -           | -           | -           | -           | -           | -           | -           |         |
| 1971  | J'avais oublié que les roses sont roses | -           | -           | -           | -           | 7           | 9           | -           | -           | -           | -           | -           | 43          | -           | -           | -           | -           | 200 000 |
| 1972  | Ma liberté, mon infidèle                | -           | -           | -           | -           | -           | 15          | -           | -           | -           | -           | -           | -           | -           | -           | -           | -           |         |
| 1972  | Liebe tag für tag                       | -           | -           | -           | -           | -           | -           | -           | -           | -           | -           | -           | 45          | -           | -           | -           | -           |         |
| 1972  | Femme aux yeux d'amour                  | -           | -           | -           | -           | -           | 28          | -           | -           | -           | -           | -           | -           | -           | -           | -           | -           |         |
| 1972  | Mädchen, wildes mädchen                 | -           | -           | -           | -           | -           | -           | -           | -           | -           | -           | -           | 45          | -           | -           | -           | -           |         |
| 1972  | Je te trouverai                         | -           | -           | -           | -           | -           | 35          | -           | -           | -           | -           | -           | -           | -           | -           | -           | -           |         |
| 1972  | Crazy Lue                               | -           | -           | -           | -           | -           | 8           | -           | -           | -           | -           | -           | -           | -           | -           | -           | -           |         |
| 1973  | Mon amour, sors de chez toi             | -           | -           | -           | -           | -           | -           | -           | -           | -           | -           | -           | 40          | -           | -           | 1           | -           |         |
| 1973  | On est deux                             | -           | -           | -           | -           | -           | 42          | -           | -           | -           | -           | -           | -           | -           | -           | -           | -           |         |
| 1973  | Rosalie c'est la vie                    | -           | -           | -           | -           | -           | -           | -           | -           | -           | -           | -           | 39          | -           | -           | -           | -           |         |
| 1973  | Que tu es noire                         | -           | -           | -           | -           | -           | 30          | -           | -           | -           | -           | -           | -           | -           | -           | -           | -           |         |
| 1974  | Nous sommes deux                        | -           | -           | -           | -           | -           | -           | -           | -           | -           | -           | -           | -           | -           | -           | 5           | -           |         |
| 1974  | Italiano                                | -           | -           | -           | -           | -           | 47          | -           | -           | -           | -           | -           | -           | -           | -           | -           | -           |         |
| 1975  | Mademoiselle, attendez                  | -           | -           | -           | -           | -           | 42          | -           | -           | -           | -           | -           | -           | -           | -           | -           | -           |         |
| 1975  | C'est ma vie                            | -           | -           | -           | -           | -           | 7           | -           | -           | -           | -           | -           | -           | -           | -           | -           | -           |         |
| 1976  | Prête-moi une chanson                   | -           | -           | -           | -           | -           | 18          | -           | -           | -           | -           | -           | -           | -           | -           | -           | -           |         |
| 1976  | J'ai trouvé un été                      | -           | -           | -           | -           | -           | 35          | -           | -           | -           | -           | -           | -           | -           | -           | -           | -           |         |
| 1976  | Voyage jusqu'à toi                      | -           | -           | -           | -           | -           | 35          | -           | -           | -           | -           | -           | -           | -           | -           | -           | -           |         |
| 1977  | Et si elle vous demande                 | -           | -           | -           | -           | -           | 34          | -           | -           | -           | -           | -           | -           | -           | -           | -           | -           |         |
| 1977  | Si tu étais                             | -           | -           | -           | -           | -           | 22          | -           | -           | -           | -           | -           | -           | -           | -           | -           | -           |         |

#### Depuis les années 1980
| Année | Single                             | Classements | Classements | Classements | Classements | Classements | Classements | Classements | Classements | Classements | Classements | Classements | Classements | Classements | Classements | Classements | Classements | Ventes |
| Année | Single                             | ÉU          | CAN         | RU          | IR          | FRA         | BE/W        | BE/F        | SUI         | ITA         | ESP         | PB          | ALL         | AUT         | SUE         | ARG         | JAP         | Ventes |
| ----- | ---------------------------------- | ----------- | ----------- | ----------- | ----------- | ----------- | ----------- | ----------- | ----------- | ----------- | ----------- | ----------- | ----------- | ----------- | ----------- | ----------- | ----------- | ------ |
| 2007  | Ce George(s) (avec Olivia Ruiz)    | -           | -           | -           | -           | -           | 23          | -           | -           | -           | -           | -           | -           | -           | -           | -           | -           |        |
| 2010  | Jours de lumière (avec Christophe) | -           | -           | -           | -           | -           | 49          | -           | -           | -           | -           | -           | -           | -           | -           | -           | -           |        |